# Les Hiès
Les Hiès (auch Las Hies geschrieben) ist ein Fluss in Frankreich, der im Département Pyrénées-Atlantiques in der Region Nouvelle-Aquitaine verläuft. Er entspringt im Gemeindegebiet von Gan, entwässert generell in nördlicher Richtung und mündet nach rund 22 Kilometern im Gemeindegebiet von Laroin als linker Nebenfluss in einen Seitenarm des Gave de Pau.

## Orte am Fluss
(Reihenfolge in Fließrichtung)
- Gan
- Laroin